# 藍成春
藍成春（?—1864年），廣西人，軍中號為藍矮子，太平天國中後期名將 「祜王」，早歲入上帝會與金田起義，佔領三河、陝南漢中。

## 鎮守三河
- 七年1857年初，守三河鎮，已封亮天侯，未幾，清都興阿自廬州來犯，成春求援於天京，天京方罹「丙辰變亂」無兵可派援，三河失守成春逃之，歸英王陳玉成統領。
- 三河守将吴定规、蓝成春的太平军司令部在此，築城长方形，南北约300米，东西约1000米，城墙高约7米。城外还筑炮垒9座。城墙底宽约1.5米，顶宽约0.5米，现城墙尚遗留150米左右。

## 湖北戰歿
- 同治二年（1863年）二月，扶王陳得才、端王藍成春、遵王賴文光、啟王梁成富、主將馬融和率軍由安康入漢中。八月，太平軍攻佔漢中。次年正月，太平軍主力東下，撤出漢中,回援天京。
- 1864年2月10日，赖文光、藍成春奉洪秀全援救天京令，兵分三路东下，“图解京师重困”。赖文光与陈得才、蓝成春等为北路，由宁陕出镇安，山阳、商州，约定在河南南阳、湖北襄阳一带与中路、南路会齐后，继续前进；5月26日，于德安寿山大败清兵，击毙护军统领舒保、营总德隆阿。
- 7月19日天京陷落，局势陡变，人心涣散；11月上旬，陈得才竺部苎平军在皖北霍山战败，部將马融和等七萬兵投敌，蓝成春被俘，僧格林沁以成春乃「粵中老賊」，斬之遇害，太平天國「西北軍團」回援失敗。